# Ligue des Dix-Juridictions
1436–1799
Entités précédentes :
- Belfort
- Davos
- Klosters
- Castels
- Schiers
- Schanfigg
- Langwies
- Churwalden
- Maienfeld
- Malans

Entités suivantes :
- Canton de Rhétie

La Ligue des Dix-Juridictions (en allemand : Zehngerichtenbund, en italien : Lega delle Dieci Giurisdizioni, romanche : ) est une alliance de territoires formée en 1436 dans ce qui est désormais le canton des Grisons, en Suisse, lors de l'extinction des comtes de Toggenburg, seigneurs de la région. Initialement créée pour contrer le pouvoir grandissant de la maison des Habsbourg, la Ligue s'est alliée en 1524 à la Ligue grise et à la Ligue de la Maison-Dieu pour former les Trois Ligues.

## Histoire
En 1436, les juridictions de Klosters, Davos, Castels, Schiers, Sankt Peter, Langwies, Churwalden, Belfort, Maienfeld et Malans créent la Ligue des Dix-Juridictions après le décès de Frédéric VII de Toggenbourg, qui était le seigneur de ces juridictions.
La seigneurie de Maienfeld, soit les juridictions de Maienfeld et Malans revient aux Brandis. La juridiction de Schiers passe aux Montfort et aux Matsch, puis seulement à ces derniers dès 1452. Les Matsch obtiennent également la juridiction de Castels. Les Montfort obtiennent notamment les juridictions de Klosters et Davos
La Ligue des Dix-Juridictions conclut une alliance, en 1450, avec la Ligue de la Maison-Dieu — avec laquelle huit juridictions avaient déjà établi des liens en 1437 — puis, en 1471, avec la Ligue grise.
Dès 1486, elle prit part à des campagnes militaires des III Ligues.
Les Trois Ligues achètent la basse juridiction de Maienfeld-Fläsch avec la haute justice sur toute la seigneurie de Maienfeld en 1509, puis la seigneurie et le château de Neu-Aspermont en 1536.
En 1524, les trois Ligues se dotèrent d'une constitution commune.
La Ligue des Dix-Juridictions n'obtint pourtant pas le statut de « pays allié » de la Confédération suisse, comme l'avaient acquis la Ligue grise, en 1497, et la Ligue de la Maison-Dieu, en 1498.
En revanche, elle participa à l'alliance des trois Ligues avec le Valais en 1600, avec Berne en 1602 et avec Zurich en 1607.
Entre 1649 et 1652, les juridictions achètent les droits seigneuriaux qui appartenaient à la maison de Habsbourg.
En 1662, la haute juridiction de Castels est divisée entre les juridictions de Castels-Jenaz et de Castels-Luzein.
Les juridictions de Belfort et de Churwalden forment la haute juridiction de Belfort.
Les juridictions de Langwies et de Sankt Peter forment une haute juridiction.
Elle fut annexée par la République helvétique, en 1799, pour former une partie du canton des Grisons.